# Skryje, Brno-venkov
Skryje là một làng thuộc huyện Brno-venkov, vùng Jihomoravský, Cộng hòa Séc.